# فیری کامپانیا
Campania (به انگلیسی: Fairey_Campania) یک هواگرد ملخ‌پیشین تک‌موتوره از نوع   شناسایی ساخت شرکت Fairey Aviation است. هواگرد Campania نخستین پروازش را در ۱۶ فوریه ۱۹۱۷ میلادی انجام داد. در مجموع، تعداد ۶۲ فروند از این هواگرد ساخته شده‌است.